# Carina Perelli
Carina Perelli  (sinh ngày 29 tháng 3 năm 1957) là một chuyên gia quốc tế về bầu cử, sắp xếp hiến pháp, quản trị, an ninh và các vấn đề liên quan đến quốc phòng người Uruguay. Bà là phó chủ tịch điều hành của IFES  và cũng là cựu giám đốc của Ban Hỗ trợ bầu cử Liên Hợp Quốc từ năm 1998 đến năm 2005.

## Tuổi thơ và giáo dục ban đầu
Perelli sinh ra và lớn lên ở Montevideo, Uruguay. Giáo dục trung học của cô là tại Lycée Français de Montevideo, nơi bà có bằng Cử nhân Văn học. Perelli đã có bằng Cử nhân Công tác Xã hội của Đại học Cộng hòa Uruguay (Đại học de la República (UDELAR). Trong thời kỳ độc tài quân sự Uruguay (kéo dài từ năm 1973 đến 1984), Perelli có bằng xã hội học từ một khóa học được cung cấp tại CLAEH (Trung tâm kinh tế con người Mỹ Latinh) và nhận bằng sau đại học về xã hội học từ Khoa Khoa học xã hội Mỹ - Trung tâm thông tin và nghiên cứu về Uruguay (một chương trình chung với FLACSO). Năm 1986, Perelli đã nhận được ABD của mình (All but dissertation) và bằng Thạc sĩ tại Bộ Chính phủ và Quan hệ Quốc tế tại Đại học Notre Dame, Indiana.

## Sự nghiệp ban đầu
Bà làm giáo viên dạy tiếng Pháp tại Lycée Français ở Montevideo và là giáo sư khoa học chính trị tại cả Đại học de la República (UDELAR)  và Đại học Católica Dámaso Antonio Larrañaga (UCDAL) ở Montevideo. Bà là một nhà nghiên cứu tại hai trung tâm điều tra của khoa học xã hội (CIESU và PEITHO Sociedad de Análisis Político).
Năm 1989 và 1990, Perelli ở lại Paris với tư cách là Nghiên cứu viên tại Chính trị Khoa học Quốc gia Fondation, Trung tâm D'Études et de Recherches Internationales (CERI). Năm 1991, bà là thành viên thỉnh giảng tại Trung tâm học giả Wilson (Washington DC) và sau đó là thành viên Fulbright tại Đại học Georgetown, DC.